# Coppa Latina 2003 (hockey su pista)
La Coppa Latina 2003 è stata la 21ª edizione dell'omonima competizione europea di hockey su pista riservata alle squadre nazionali. Il torneo ha avuto luogo dal 14 al 16 febbraio 2003.
La vittoria finale è andata alla nazionale del Portogallo che si è aggiudicata il torneo per l'undicesima volta nella sua storia.

## Formula
La Coppa Latina 2002 vede la partecipazione delle nazionali della Francia, dell'Italia, del Portogallo e della Spagna. La manifestazione fu organizzata con un girone all'italiana, con gare di sola andata di 3 giornate: erano assegnati tre punti per l'incontro vinto, un punto a testa per l'incontro pareggiato e zero la sconfitta. Al termine del torneo la squadra prima classificata venne proclamata vincitrice della coppa.

## Risultati
| Squadra    | Pt | G | V | N | P | GF | GS | DG |
| ---------- | -- | - | - | - | - | -- | -- | -- |
| Portogallo | 7  | 3 | 2 | 1 | 0 | 9  | 1  | +8 |
| Spagna     | 7  | 3 | 2 | 1 | 0 | 4  | 0  | 0  |
| Italia     | 3  | 3 | 1 | 0 | 2 | 4  | 9  | -5 |
| Francia    | 0  | 3 | 0 | 0 | 3 | 4  | 11 | -7 |

| Alcobaça 14 febbraio 2003 | Italia | 0 – 3 | Portogallo |  |

| Alcobaça 14 febbraio 2003 | Francia | 0 – 1 | Spagna |  |

| Alcobaça 15 febbraio 2003 | Italia | 0 – 3 | Spagna |  |

| Alcobaça 15 febbraio 2003 | Francia | 1 – 6 | Portogallo |  |

| Alcobaça 16 febbraio 2003 | Francia | 3 – 4 | Italia |  |

| Alcobaça 16 febbraio 2003 | Spagna | 0 – 0 | Portogallo |  |